# Savennes (Creuse)
Savennes é uma comuna francesa na região administrativa da Nova Aquitânia, no departamento de Creuse. Estende-se por uma área de 6,93 km². Em 2010 a comuna tinha 224 habitantes (densidade: 32,3 hab./km²).